# Porphyrinia emir
Porphyrinia emir là một loài bướm đêm trong họ Noctuidae.